# Nicolás Rodríguez Saá
Nicolás Marcelo Rodríguez-Saá (Provincia de Buenos Aires, 10 de mayo de 1984) es un abogado y político argentino del Partido Justicialista, que se desempeñó como diputado nacional por la provincia de Buenos Aires desde 2019 hasta 2021.

## Biografía

### Primeros años y familia
Nació en la ciudad de San Luis en 1984, en el seno de la destacada familia política Rodríguez-Saá. Sus primos hermanos son los exgobernadores de la provincia de San Luis, Adolfo Rodríguez-Saá y Alberto Rodríguez-Saá. Estudió abogacía en la Facultad de Derecho de la Universidad de Buenos Aires.
Tiene una relación con la también política del Partido Justicialista y diputada nacional por Entre Ríos, Ana Carolina Gaillard, con quien tiene un hijo, nacido en 2020.

### Carrera política
Inició su carrera como asesor legal en el Ministerio de Relaciones Exteriores y Culto de la Nación en 2014. Luego sería asesor del gobernador Alberto Rodríguez-Saá en 2017. Ese año fue nombrado director de la Casa de San Luis en Buenos Aires. Entre 2018 y 2019, fue director de asuntos legales del municipio del partido de José C. Paz, en la intendencia de Mario Alberto Ishii.
En las elecciones legislativas de 2017, fue candidato a diputado nacional por la provincia de Buenos Aires, siendo el candidato número 16 en la lista de Unidad Ciudadana. La lista recibió el 36,28% de los votos, insuficiente para que Rodríguez Saá sea elegido. El 19 de diciembre de 2019, asumió el cargo en sustitución de Laura V. Alonso, quien renunció para ocupar el cargo de secretaria de Inclusión Social en el gobierno nacional. Integra el bloque del Frente de Todos.
Como diputado, forma parte de las comisiones de Juicio Político; de Defensa Nacional; de Justicia; de Legislación Penal; de Relaciones Exteriores y de Seguridad Interior. Fue partidario de la legalización del aborto en Argentina y votó a favor del proyecto de ley de Interrupción Voluntaria del Embarazo de 2020, que fue aprobado por la Cámara.
Antes de las elecciones primarias de 2021, fue confirmado como uno de los candidatos suplentes en la lista del Frente de Todos en la provincia de Buenos Aires.